# トイロ
トイロ（独：Teuro）とは、ドイツにおいて、2002年のユーロ通貨導入に際して流行した語。
teuer（トイアー、"高い、高価な"）とEuro（オイロ、"ユーロ"）を組み合わせた造語（かばん語）であり、雑誌のTitanic（ティタニック）によって作り出されたといわれている。"Wort des Jahres für 2002"（2002年の言葉）にも選ばれた。
これはユーロ導入により物価が上昇したと云われたことによるが、実際には大きなインフレーションは起こっていないとされている。